# Nghịch lý kẻ sát nhân
Nghịch lý kẻ sát nhân (tiếng Hàn: 살인자ㅇ난감, tiếng Anh: A Killer Paradox) là một bộ phim truyền hình Hàn Quốc có sự tham gia của các diễn viên Choi Woo-shik, Son Suk-ku và Lee Hee-joon. Dựa trên bộ Webtoon cùng tên của Kkomabi, phim kể câu chuyện về một chàng trai vô tình giết chết kẻ sát nhân hàng loạt và một thám tử không ngừng truy đuổi anh ta. Phim được phát hành trên Netflix vào ngày 9 tháng 2 năm 2024.

## Nội dung
Tác phẩm lấy cảm hứng từ webtoon cùng tên của tác giả Kkomabi, xoay quanh chàng trai Lee Tang (Choi Woo-Sik đóng) làm việc ở cửa hàng tiện lợi. Sau khi xuất ngũ, Lee Tang mất phương hướng, không tìm được mục đích sống.
Một đêm khi từ chỗ làm về nhà, cậu vô tình giết người đàn ông lạ mặt. Sau đó, phía cảnh sát công bố nạn nhân là sát thủ hàng loạt. Trong lúc che giấu tung tích, Lee Tang sát hại thêm một phụ nữ để bịt đầu mối. Cả hai vụ án khiến cảnh sát bất lực vì không có bằng chứng. Lúc này, viên cảnh sát Jang Nan Gam (Son Suk-Ku) để mắt đến Lee Tang.

## Diễn viên

### Diễn viên chính
- Choi Woo-shik trong vai Lee Tang: một sinh viên đại học bình thường nhận ra rằng mình có khả năng xác định kẻ ác sau vụ giết người vô tình đầu tiên.[6]
- Son Suk-ku trong vai Jang Nan-gam: một thám tử theo đuổi vụ án giết người do Lee Tang thực hiện.[6]
- Lee Hee-joon vai Song Chon: cựu thám tử truy lùng Lee Tang.[6]

### Diễn viên phụ
- Kim Yo-han vai Roh Bin[6]
- Kwon Da-ham trong vai Yong-jae: thám tử trẻ nhất của Đội điều tra tội phạm bạo lực số 1 tại Sở cảnh sát phía Bắc Daejeon và là đàn em của Nan-gam.[7]
- Hyun Bong-sik trong vai Park Chung-jin: thám tử của Đội điều tra tội phạm bạo lực số 1 tại Sở cảnh sát phía Bắc Daejeon và là lính thiện xạ của Nan-gam.[8]
- Jung Yi-seo vai Seon Yeo-ok: nhân chứng giết người.[9]
- Jo Hyun-woo trong vai Kim Myeong-jin / Yeo Bu-il: khách hàng tại cửa hàng tiện lợi nơi Tang làm việc, người hóa ra là nghi phạm trong một vụ giết người hàng loạt.[4]
- Roh Jae-won vai Ha Sang-min: một người bạn trai dành khoảng thời gian ngọt ngào cùng bạn gái xem lại nhật ký cũ.[4]
- Lim Se-joo trong vai Choi Kyung-ah: một người phụ nữ đang gặp khó khăn sau khi bị người yêu phản bội. Cô đã đổi tên và đổi mặt sau khi video riêng tư bị người yêu cũ phát tán.
- Lee Jong-ok vai Kang Sang-muk: một người cha chật vật sau khi mất con gái trong một sự cố bất ngờ.
- Seo Jae-kwon vai Kang Jae-jun
- Baek Yu-sung vai Lee Jin-seong
- Choi Sun-woo vai Kyung-hwan: Bạn của Tang.
- Moon Young-dong vai Lee Gwan-hun
- Lee So-won vai Yeon-seo
- Lee Joo-won vai Jang Gab-su: Cha của Nan-gam và là cựu thám tử tại Sở cảnh sát phía Bắc Daejeon.
- Yang Mal-bok vai mẹ của Nan-gam
- Oh Hye-won trong vai Lee Yoo-jeong: một nhân viên lập hồ sơ tại Sở cảnh sát đô thị Daejeon, người nổi tiếng với kỹ năng phân tích sắc bén và vẻ đẹp của mình.
- Park Kyung-geun vai Trưởng phòng hình sự của Sở cảnh sát phía Bắc Daejeon
- Nam Jin-bok vai công tố viên Ji
- Lee Ji-hoon vai Trưởng Moon
- Kim Min-ju vai Lee Yeong: Em gái của Tang.
- Oh Min-ae vai mẹ của Tang
- Heo Sun-haeng vai cha của Tang
- Jang Joon-hui vai Đội trưởng Đội điều tra tội phạm bạo lực số 1

## Tập phim
| Mùa | Mùa | Số tập | Số tập | Phát hành gốc      | Phát hành gốc      |
| --- | --- | ------ | ------ | ------------------ | ------------------ |
|     | 1   | 8      | 8      | 9 tháng 2 năm 2024 | 9 tháng 2 năm 2024 |

### Mùa 1(2024)
| TT. tổng thể | TT. trong mùa phim | Tiêu đề | Đạo diễn      | Biên kịch  | Ngày phát sóng gốc |
| --- | ------------------ | ------- | ------------- | ---------- | ------------------ |
| 1 | 1                  | "Tập 1" | Lee Chang-hee | Kim Da-min | 9 tháng 2 năm 2024 |
| Lee Tang, một thanh niên sống không có khát vọng, hoảng sợ khi giết một người đàn ông sau giờ làm. Jang Nan-Gam sớm tiếp nhận vụ án và phát hiện ra điều kinh khủng về nạn nhân. |                    |         |               |            |                    |
| 2 | 2                  | "Tập 2" | Lee Chang-hee | Kim Da-min | 9 tháng 2 năm 2024 |
| Một người phụ nữ bí ẩn tiếp cận Tang, nói rằng cô ta biết bí mật của anh và bắt đầu tống tiền. Những hành động của anh bắt đầu đè nặng lên tinh thần.                            |                    |         |               |            |                    |
| 3 | 3                  | "Tập 3" | Lee Chang-hee | Kim Da-min | 9 tháng 2 năm 2024 |
| Nan Gam nỗ lực tìm câu trả lời rõ ràng khi điều tra những cái chết mới nhất. Sau khi kết nối với một nhân vật bí ẩn, Tang quyết định ra đầu thú.                                 |                    |         |               |            |                    |
| 4 | 4                  | "Tập 4" | Lee Chang-hee | Kim Da-min | 9 tháng 2 năm 2024 |
| Nan Gam tự hỏi không biết có phải chỉ có một hung thủ đằng sau các vụ án này. Anh thăm dò Roh Bin tìm manh mối, dẫn đến mối quan hệ hợp tác lạ thường giữa 2 người.              |                    |         |               |            |                    |
| 5 | 5                  | "Tập 5" | Lee Chang-hee | Kim Da-min | 9 tháng 2 năm 2024 |
| Khi Nan Gam nhận ra có một mô típ rõ ràng giữa các vụ sát hại gần đây, anh tìm kiếm Tang mà không hề biết một người đàn ông bí ẩn cũng đang làm như vậy.                         |                    |         |               |            |                    |
| 6 | 6                  | "Tập 6" | Lee Chang-hee | Kim Da-min | 9 tháng 2 năm 2024 |
| Khi tìm kiếm Tang, Song Chon đe dọa Bin. Bin tuyệt vọng tìm đến Nan Gam nhờ giúp đỡ. Tuy nhiên, Tang lại đồng ý gặp Chon và Chon có một lời đề nghị.                             |                    |         |               |            |                    |
| 7 | 7                  | "Tập 7" | Lee Chang-hee | Kim Da-min | 9 tháng 2 năm 2024 |
| Nan Gam đối mặt với Chon và Chon nhận ra mình biết Nan Gam trong quá khứ. Khi Bin và Tang lên kế hoạch cho lần đào thoát cuối cùng, Bin nhận được cuộc gọi đe dọa.               |                    |         |               |            |                    |
| 8 | 8                  | "Tập 8" | Lee Chang-hee | Kim Da-min | 9 tháng 2 năm 2024 |
| Cuộc săn lùng kết thúc và cuộc chiến cuối cùng bắt đầu. Tất cả đều quay ra đối đầu với Chon. Lúc đó Nan Gam cuối cùng cũng biết được sự thật về bố mình.                         |                    |         |               |            |                    |

## Đón nhận

### Lượt xem
Theo Yonhap News, bộ phim chiếm lĩnh vị trí số 1 trên bảng xếp hạng phim không nói tiếng Anh được xem nhiều nhất trên Netflix toàn cầu.Trong tuần  từ 12-18.2, "Nghịch lý kẻ sát nhân" ghi nhận 5,5 triệu lượt xem trên toàn thế giới. Phim đứng đầu Netflix tại 10 quốc gia, trong đó có Hàn Quốc, Thái Lan, Việt Nam, Singapore..., đồng thời lọt vào Top 10 trên tổng số 43 quốc gia.
Tại Hàn Quốc, phim duy trì vị trí số 1 trên nền tảng Netflix xuyên suốt kể từ ngày đầu phát hành.

### Đánh giá
Diễn xuất của Woo Sik được giới chuyên môn đánh giá cao. Trang Dexerto nhận xét: "Choi Woo Sik có khả năng khắc họa nhân vật có thái độ thay đổi mạnh mẽ đến nỗi ngoại hình cũng là điều đáng chú ý". Trong khi đó, trang Butwhytho cho rằng việc xây dựng tốt nhân vật Lee Tang khiến Choi Woo Sik trở nên ấn tượng với khán giả. "Cách bộ phim mô tả tính cách Lee Tang thật tuyệt vời. Vai diễn thể hiện sự chuyên nghiệp và khả năng hóa thân của Woo Sik", trang này viết.
Ngoài tài tử Parasite, khán giả còn ấn tượng vẻ ngoài lạnh lùng của Son Suk Ku trong vai cảnh sát Jang Nan-gam. Khác với Lee Tang, Nan-gam kiên định để đảm bảo công lý được thực thi. Trong khi nhiều cảnh sát bỏ cuộc, Nan Gam đào sâu các vụ án đến mức bị kỷ luật. Suk Ku bộc lộ sự mạnh mẽ qua giọng nói và hành động. Dàn diễn viên phụ đóng tròn vai. Lee Hee Joon cho thấy sự bất mãn, nham hiểm trong ánh mắt, điển hình trong trường đoạn nhân vật đối đầu Lee Tang và Nan Gam. Ngoài ra, Kim Yo Han (vai Roh Bin) được nhiều khán giả đánh giá là yếu tố đột phá trong tác phẩm.
Cây bút Joel Keller của trang Decider viết: "Bề ngoài bộ phim có vẻ là series khá đơn giản, nhưng có nhiều khoảnh khắc căng thẳng".
Trên Butwhytho, Kate Sánchez nhận xét tác phẩm là "một trong những loạt phim hay nhất trên Netflix năm nay". Trong đó, mô-típ gợi nhắc series Taxi Driver (2021), còn yếu tố kỳ ảo khiến khán giả liên tưởng đến Vigilante (2023). "Biên kịch phức tạp hóa một cốt truyện đơn giản, khiến nó trở nên nổi bật. Hài hước, bạo lực và không nhàm chán, A Killer Paradox không giống bất kỳ phim tâm lý tội phạm nào", Sánchez nhận định.
Theo The Review Geek, trong bốn tập đầu, kịch bản phim ngắn gọn và chặt chẽ. Đồng thời, sự kết hợp giữa chuyển động máy quay, ánh sáng và âm nhạc tạo nên sự hồi hộp cho câu chuyện. Tuy nhiên, nửa cuối phim tập trung vào việc giới thiệu phản diện Song Chon mà quên mất diễn biến chính.
"Các tập phim lê thê. Kịch bản mất đi cấu trúc sắc nét và trở nên lộn xộn. Dù tác phẩm vẫn duy trì được bầu không khí căng thẳng, nhưng phong cách của những tập trước bị mờ nhạt. Cảm giác hồi hộp không quá mạnh, đồng thời thiếu đi sự bí ẩn", trang này nhận xét.

## Giải thưởng & đề cử
| Năm  | Giải thưởng                                 | Hạng mục                          | Đề cử                 | Kết quả |
| ---- | ------------------------------------------- | --------------------------------- | --------------------- | ------- |
| 2024 | Giải thưởng Nghệ thuật Baeksang lần thứ 60  | Đạo diễn xuất sắc nhất            | Lee Chang-hee         | Đề cử   |
| 2024 | Giải thưởng Nghệ thuật Baeksang lần thứ 60  | Nam diễn viên phụ xuất sắc nhất   | Lee Hee-joon          | Đề cử   |
| 2024 | Giải thưởng Nghệ thuật Baeksang lần thứ 60  | Nam diễn viên mới xuất sắc nhất   | Kim Yo-han            | Đề cử   |
| 2024 | Giải thưởng Truyền hình Rồng Xanh lần thứ 3 | Phim truyền hình hay nhất         | Nghịch lý kẻ sát nhân | Đề cử   |
| 2024 | Giải thưởng Truyền hình Rồng Xanh lần thứ 3 | Nam diễn viên chính xuất sắc nhất | Choi Woo-sik          | Đề cử   |
| 2024 | Giải thưởng Truyền hình Rồng Xanh lần thứ 3 | Nam diễn viên phụ xuất sắc nhất   | Lee Hee-joon          | Đề cử   |